# آر (واحد سطح)
آر (به فرانسوی: are) واحد سطح معادل یکصد متر مربع است (مربعی با ضلعی به طول ۱۰ متر) یا می توان گفت دکامتر مربع برابر یک "آر" است. توسط شکل‌های قدیمی سیستم یکاها تعریف شده؛ هرچند هم‌اکنون در سیستم بین‌المللی یکاها در نظر گرفته نشده‌است. هکتار معادل یکصد آر است.
در برخی کشورها همچون اندونزی، هند و کشورهای با زبان‌های فرانسوی، پرتغالی، اسلواکی، صربی، چکی، لهستانی، هلندی و آلمانی استفاده از آن متداول است.
در روسیه و کشورهای اتحاد جماهیری سابق شوروی واحد آر که سوتکا (sotka) خوانده می‌شود، در تشریح و توصیف خانه‌های ییلاقی و روستایی و پارک‌های کوچک استفاده می‌شود.